# 天真楼
天真楼（てんしんろう）は、杉田玄白の医学・蘭学塾。天真楼塾ともいう。

## 起源
天真楼が開かれた時期は未詳。
杉田玄白が天真楼という塾を開いていたことは確かであるが、「天真楼」を玄白の雅号とする説もある。しかしこれは、塾としての天真楼がまずあり、その長としての庵号であろう。玄白の著作に『天真楼雑稿』『天真楼漫筆』などがある。
安永3年（1774年）に出版された『解体新書』図版の表紙には、すでに「天真楼」の名が見える。これは玄白個人を表すのではなく、出版の主体としての塾名だと考えられる。つまり、天真楼塾は『解体新書』出版以前から存在したことになる。
玄白がその父甫仙から家督を継いだのは明和6年（1769年）のことで、『解体新書』の出版からあまり遠くない。もしかすると天真楼塾は甫仙の時代から存在して、玄白はそれを嗣いだのかもしれない。

## 門弟・教授
『解体新書』の出版によって杉田玄白は蘭学の第一人者となり、天真楼塾には多くの弟子が集まった。一関の建部清庵から使わされた衣関甫軒、建部亮策（三代清庵由水）、大槻玄沢、建部由甫（のちに杉田玄白養子伯玄）らが入塾している。また宇田川玄随の名が『蘭学事始』に見える。高野長英の養父高野玄斎も天真楼塾に学んでいる。一説に弟子は104人という
玄白だけが弟子を教育したのではなく、大槻玄沢ら高弟が行うこともあっただろう。長崎から来た元通詞の荒井庄十郎も、玄白のところで会話を教えた。

## 芝蘭堂との関係
のちに高弟の大槻玄沢が芝蘭堂を起こす。その後は、蘭学を習いたい弟子はそちらへ送られたようである。オランダ語の能力においては玄白はたいしたことがなかったようで、前野良沢に学び長崎留学もした玄沢の方が明らかに上回っていた。また、玄白は毎日往診に忙しく、あまり時間を取れなくなっていたことも関係があるかもしれない。
天真楼塾と芝蘭堂は密接な関係を持って運営を続けていた。文政9年（1826年）に発行された『重訂解体新書』の図版表紙に、天真楼と芝蘭堂の字がともに見える。

## 関連出版
- 片桐一男『杉田玄白と江戸の蘭学塾　「天眞樓」塾とその門流』勉誠出版、2021年

## 杉田玄白以後
玄白の隠居後は、養子の杉田伯玄が天真楼を嗣いだ。文政3年（1820年）ごろ、高野長英もいっとき天真楼に学んでいる。

## 振り返れば奴がいる
三谷幸喜の出世作となったテレビドラマ『振り返れば奴がいる』の舞台は「天真楼病院」となっている。ここに勤務する医者の名は、司馬・平賀・前野など、蘭学初期の人物のモジリである。なお、三谷は、蘭学者たちを大きく取り上げた部分もある漫画『風雲児たち』のファンである。